# Bernard Edwards
Pour les articles homonymes, voir Edwards.
Bernard Edwards, né le 31 octobre 1952 à Greenville, en Caroline du Nord, et mort le 18 avril 1996 à Tokyo, au Japon, est un bassiste et auteur-compositeur américain. Il est avec Nile Rodgers un grand nom du disco/funk à la fin des années 1970 avec le groupe Chic qu'ils ont fondé, et également à travers plusieurs productions à succès réalisées avec son partenaire en tant que musiciens, compositeurs et producteurs pour d'autres artistes. Il est considéré comme un des plus importants et influents bassistes du XXe siècle.

## Biographie
Bernard Edwards est né à Greenville en Caroline du Nord, mais il a grandi à Brooklyn, New York City.
Il fait la connaissance de Nile Rodgers au début des années 1970. Leur dénominateur commun est alors le jazz. Ils forment The Big Apple Band (1972–1976) avec le batteur Tony Thompson et le chanteur Bobby Cotter, avant de créer Chic avec la chanteuse Norma Jean Wright.
On doit à Bernard Edwards un véritable renouveau de la basse dans la musique funk/pop. Avec son groupe Chic, la basse n'est plus reléguée comme accessoire mais fait partie intégrante de la musique, largement mise en avant en duo avec le jeu de guitare de Nile Rodgers.
Le fameux tube Le Freak (1978) de Chic est un bon exemple où l'on peut entendre la basse omniprésente d'Edwards. Mais c'est surtout avec le tube Good Times (1979) que Bernard Edwards magnifie le jeu de la basse avec une ligne qui soutient tout le morceau, qui est en fait sa "signature", et qui sera ensuite largement reprise par d'autres groupes comme Sugarhill Gang avec le rap Rapper's Delight ou Queen avec le titre Another One Bites The Dust
Dans son autobiographie, Nile Rodgers évoque la capacité d'Edwards à sortir une ligne de basse en 2 mouvements
En dehors du groupe Chic, Rodgers et Edwards furent aussi producteurs, compositeurs et interprètes pour d'autres artistes, on peut citer :
- Diana Ross : Upside Down, I'm Coming Out
- David Bowie : Let's dance
- Sister Sledge : We are family, He's the greatest dancer
- Sheila B Devotion : Spacer
- Debbie Harry : Backfired

En solo, Bernard Edwards a produit ou joué de sa basse très recherchée pour de nombreux artistes : David Bowie, Mick Jagger, Robert Palmer (Addicted to love), Nona Hendryx, Madonna, Duran Duran, ABC, etc.
En 1985, il fonde et produit le groupe The Power Station. Ce groupe, jouant sur un mélange de funk et de hard rock, comprenait John et Andy Taylor de Duran Duran, Robert Palmer et Tony Thompson (batteur de Chic). Le groupe obtient deux succès notoires, Some like it hot et la reprise de Get it on de T-Rex. Un second album de Power Station verra le jour en 1996.
En 1985 également, il produit A View to a Kill, titre phare de Duran Duran pour le film homonyme de James Bond.
En 1989, il fonde et produit le groupe rock Distance comprenant Robert Hart chanteur, Tony Thompson à la batterie, Eddy Martinez à la guitare, Jeff Bova aux claviers et lui-même à la basse. Le groupe sortira l'album Under the one sky.
Séparé en 1983, Chic se reforme autour de ses deux membres fondateurs en 1992 et sort un nouvel album (Chic-Ism). Le 18 avril 1996, à la suite d'un concert live de Chic à Tokyo qui donnera lieu au CD Chic Live at the Budokan, Bernard Edwards succombe d'une pneumonie dans sa chambre d'hôtel, à 43 ans.

### Vie privée
Son fils Bernard Edwards Jr. est un producteur de rap et R'n'B, connu sous le nom de Focus.

## Matériel
À la fin des années 1970, Bernard Edwards a popularisé la nouvelle basse active conçue par Leo Fender, la Music Man StingRay. Cette basse a été léguée au bassiste de Duran Duran, John Taylor, qui était un ami de Bernard.
Il utilisait auparavant une Fender Precision, une Fender Jazz Bass (visible dans la vidéo Getaway postée par Nile Rodgers sur Youtube) ou une B.C. Rich de modèle "Eagle". Il a également par la suite joué avec des basses de marque Spector, G&L L-1000 et Sadowsky standard.
Bernard Edwards était connu pour enregistrer sa basse sans amplificateur, directement dans la table de mixage.

## Discographie sélective

### CHIC
- CHIC (1977)
- C'est chic (1978)
- Risqué (1979)
- Real People (1980)
- Take It Off (1981)
- Tongue in Chic (1982)
- Believer (1983)
- The Best of CHIC, Vol 1 (1991)
- CHIC-ism (1992)
- The Best of CHIC, Vol 2 (1992)
- Live at the Budokan (1999)

### Solo
- Glad To Be Here (1983)

### Production
- Norma Jean, Norma Jean (1978)
- We Are Family, Sister Sledge (1979)
- King Of The World, Sheila & B. Devotion (1980)
- Love Somebody Today, Sister Sledge (1980)
- Diana, Diana Ross (1980)
- I Love My Lady, Johnny Mathis (1981) UNRELEASED
- Koo Koo, Debbie Harry (1981)
- unknown title, Fonzi Thornton (1982) UNRELEASED
- Swept Away, Diana Ross (1984)
- The Power Station 33 1/3, The Power Station (1985)
- "A View To A Kill" (single), Duran Duran (1985)
- Heat, Nona Hendryx (1985)
- Riptide, Robert Palmer (1985)
- Cocker, Joe Cocker (1986)
- Color In Your Life, Missing Persons (1986)
- Hearts In Motion, Air Supply (1986)
- Alphabet City, ABC (1987)
- If, Hollywood Beyond (1987)
- Contact, Platinum Blond (1987)
- Jody Watley, Jody Watley (1987)
- Out Of Order, Rod Stewart (1988)
- Under The One Sky, Distance (1989)
- YUI Orta, Ian Hunter/The Hunter Ronson Band (1990)
- Break The Silence, The Triplets (1990)
- Vagabond Heart, Rod Stewart (1991)
- Living In Fear, The Power Station (1996)